# Esclavatge a Àfrica
|  | Aquest article analitza els sistemes, la història, i els efectes de l'esclavatge dins d'Àfrica. Vegeu comerç àrab d'esclaus, comerç atlàntic d'esclaus, maafa i esclavatge a l'Àfrica contemporània per a altres discussions |

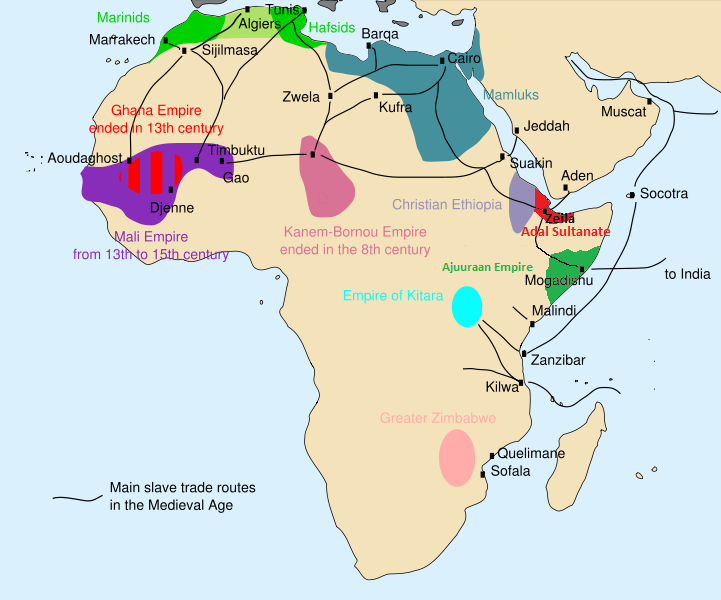
Les principals rutes d'esclaus a l'Àfrica medieval.

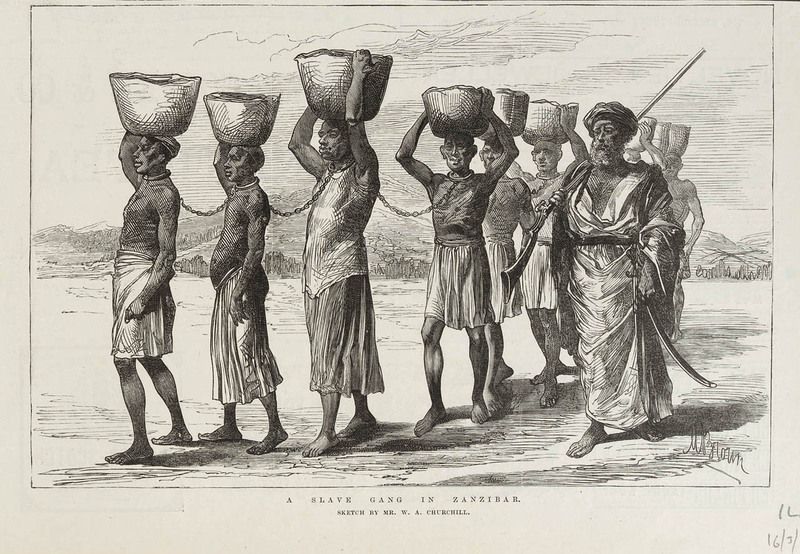
Una banda d'esclaus Zanj a Zanzíbar (1889)

L'esclavatge a Àfrica no sols ha existit arreu del continent durant molts segles, sinó que encara continua en l'actualitat en alguns països. Els sistemes de servitud i esclavitud eren comuns en algunes parts del continent, com ho van ser en gran part del món antic. En la majoria de les societats africanes on l'esclavitud era prevalent, les persones esclavitzades no van ser tractades com a propietat i se'ls va donar certs drets en un sistema similar al de la servitud en altres parts del món. Quan van començar el comerç àrab d'esclaus i el comerç atlàntic d'esclaus molts dels sistemes locals d'esclaus van canviar i va començar el subministrament de captius per als mercats d'esclaus fora d'Àfrica.
L'esclavitud a l'Àfrica històrica es practicava en moltes formes diferents i algunes d'elles no pertanyen clarament a les definicions de l'esclavitud a d'altres parts del món. La servitud per deutes, l'esclavització dels captius de guerra, l'esclavitud militar, i l'esclavitud penal van ser practicades totes elles arreu d'Àfrica.

## Formes d'esclavitud
Han existit arreu d'Àfrica múltiples formes d'esclavitud i servitud durant la història, i es forma per les pràctiques indígenes d'esclavitud, així com la institució romana de l'esclavitud (i les posteriors esclavitud en el cristianisme, esclavitud en l'islamisme, i, finalment, el comerç atlàntic d'esclaus). L'esclavitud va existir en parts d'Àfrica (igual que a la resta del món) i era una part de l'estructura econòmica d'algunes societats durant molts segles, encara que l'extensió variava. Ibn Battuta, que va visitar l'antic regne de Mali a mitjans del segle xiv, relata que els habitants locals competien entre si en el nombre d'esclaus i servents que tenien, i li donaren a ell mateix un noi esclau com a "regal de l'hospitalitat." A l'Àfrica subsahariana les relacions d'esclavitud eren sovint complexes, amb drets i llibertats donades a persones sotmeses a esclavitud i restriccions a la venda i comerç per part dels seus amos. Moltes comunitats tenien jerarquies entre els diferents tipus d'esclaus: per exemple, diferenciant entre aquells que havien nascut en esclavitud i els que havien estat capturats en la guerra.
"Els esclaus a Àfrica, suposo, són gairebé en la proporció de tres a un dels homes lliures. No demanen cap recompensa pels seus serveis, excepte aliments i roba, i són tractats amb amabilitat o gravetat, d'acord amb la bona o mala disposició dels seus amos. El costum, però, ha establert certes regles en relació amb el tractament dels esclaus, que es creu deshonrós violar. Així, els esclaus domèstics, o els que neixen a la casa d'un home, són tractats amb més lenitat que els que són obtinguts amb diners ... Però aquestes restriccions sobre el poder de l'amo no s'estén a la cura dels presoners de guerra, ni a la dels esclaus comprats amb els diners. Tots aquests desafortunats éssers són considerats com a estranys i estrangers, que no tenen dret a la protecció de la llei, i poden ser tractats amb severitat, o venuts a un estrany, d'acord amb el gust dels seus propietaris." 
L'esclavitud en les cultures africanes en general era més com a servitud laboral, encara que en certes parts de l'Àfrica subsahariana, els esclaus van ser utilitzats per a sacrificis humans en rituals anuals, com els rituals practicats pels habitants de Dahomey. Sovint els esclaus no eren propietat personal d'altres homes, ni eren esclaus de manera vitalícia.
Les formes d'esclavitud a Àfrica estaven estretament relacionats amb les estructures de parentiu. En moltes comunitats africanes, on no podia tenir terra en propietat, es va utilitzar l'esclavització humana com un mitjà per augmentar la influència d'una persona i ampliar les seves connexions. Això va fer dels esclaus una part permanent del llinatge de l'amo i els fills dels esclaus podien quedar estretament relacionats amb els llaços familiars més grans. Els fills d'esclaus nascuts en les famílies podrien integrar-se al grup de parentiu de l'amo i assolir posicions destacades dins de la societat, fins i tot fins al nivell de l'amo en alguns casos. No obstant això, l'estigma sovint s'hi va mantenir i podria haver separacions estrictes entre els membres esclaus d'un grup de parentiu i els emparentats amb l'amo.

### Esclavitud en propietat
L'esclavitud en propietat és una relació de servitud específica on l'esclau és tractat com a propietat de l'amo. Com a tal, el propietari és lliure de vendre, comerciar, o tractar l'esclau com ho faria amb altres propietats, i els fills dels esclaus sovint es mantenen com a propietat de l'amo. Hi ha evidència una llarga història de l'esclavitud a la vall del riu Nil i al nord d'Àfrica, però l'evidència és incompleta sobre l'abast i les pràctiques d'esclavitud en gran part de la resta del continent abans dels registres escrits pels comerciants àrabs o europeus.

### Servei domèstic
Moltes relacions d'esclaus a Àfrica van girar al voltant de l'esclavitud domèstica, on els esclaus treballaven principalment a la casa de l'amo, però conservaven algunes llibertats. Els esclaus domèstics podrien ser considerats com a part de la casa de l'amo, no es podien vendre a altres sense una causa extrema. Els esclaus podien ser propietaris dels beneficis del seu treball (ja sigui en terra o en productes), i podien casar-se i passar la terra als seus fills en molts casos.

### Penyora
La penyora o esclavatge per deutes, implicava l'ús de persones com a fiança per assegurar el pagament del deute. El treball esclau és realitzat pel deutor o un pareant del deutor (en general un nen). la penyora era una forma comuna de garantia a l'Àfrica occidental. Es tractava de la cessió d'una persona, o d'un membre de la família d'aquesta persona, per donar servei a una altra persona que li proporcioni crèdit. La penyora es relaciona, encara que de manera diferent, a l'esclavitud en la majoria de les conceptualitzacions, perquè l'acord podria incloure limitacions, termes específics del servei a prestar i perquè els llaços de parentiu protegirien la persona de ser venut com a esclau. La penyora era una pràctica comuna a tot l'Àfrica occidental abans del contacte amb els europeus, incloent entre els àkans, ewes, gameis, iorubes i edos (en formes modificades, també existia entre els efiks, igbos, ijaws i fons).

### Esclavitud militar

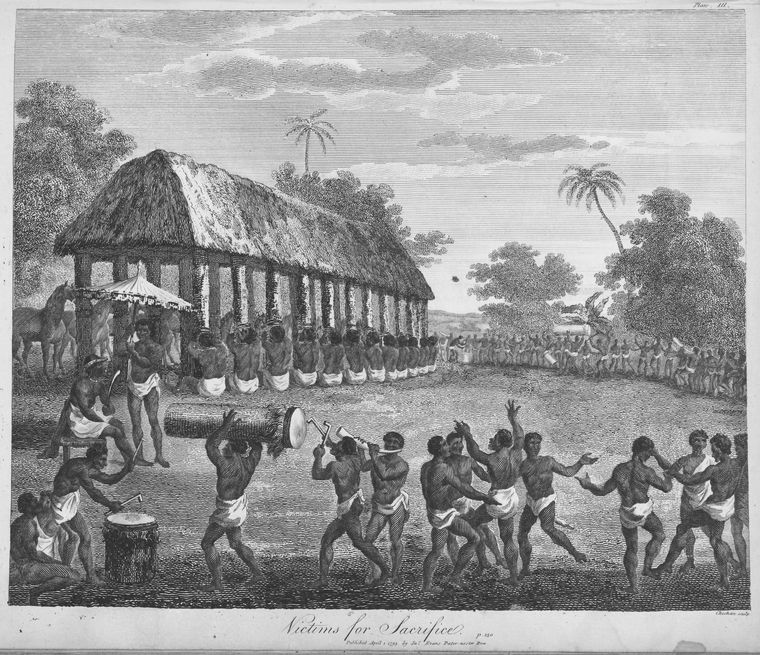
Esclaus per sacrificar als costums anuals de Dahomey - de The history of Dahomy, an inland Kingdom of Africa, 1793.

L'esclavitud militar consistia en l'adquisició i formació d'unitats militars reclutades que conservarien la identitat dels soldats esclaus, fins i tot després del seu servei. Els grups de soldats esclaus serien administrats per una patró, que podria ser el cap d'un govern o un senyor de la guerra independent, i que enviaria a les seves tropes a la recerca de diners i dels seus propis interessos polítics.
Això va ser més significatiu a la vall del Nil (principalment al Sudan i Uganda), amb unitats militars d'esclaus organitzats per diverses autoritats islàmiques, amb els caps militars d'Àfrica Occidental. Les unitats militars al Sudan es va formar en la dècada de 1800 a través d'incursions militars a gran escala a la zona que es troba actualment els països del Sudan i Sudan del Sud.

### Esclaus per sacrificar
Tot i que les evidències arqueològiques no estan clares en el tema abans del contacte europeu, a les societats que practicaven sacrificis humans, les víctimes solien ser els esclaus.

### Comerç local d'esclaus
Algunes nacions com els aixanti de l'actual Ghana i els iorubes de l'actual Nigèria estaven involucrats en el tràfic d'esclaus. Grups com la imbangala d'Angola i els nyamwezis de Tanzània servirien com a intermediaris o bandes itinerants, fent la guerra als wstats africans per capturar gent per a l'exportació com a esclaus. Els historiadors John Thornton i Linda Heywood han proporcionat una estimació que dels africans capturats i venuts als europeus al voltant del 90% van ser enviats al comerç d'esclaus a l'Atlàntic. Henry Louis Gates, catedràtic d'estudis africans i afroamericans de Harvard, ha declarat que "sense aliances comercials complexes entre les elits africanes i els comerciants europeus i els agents comercials, el comerç d'esclaus al Nou Món hauria estat impossible, almenys en l'escala que ha esdevingut."

## Pràctiques d'esclavitud a Àfrica
Com la majoria d'altres regions del món, l'esclavitud i el treball forçós han existit en molts regnes i societats d'Àfrica durant milers d'anys.No hi ha disponibles evidències concretes sobre l'esclavitud o la política i institucions econòmiques de l'esclavitud abans del contacte amb la tracta d'esclaus àrab o atlàntic. Els primers informes europeus de l'esclavitud arreu d'Àfrica en la dècada de 1600 no són fiables perquè sovint barregen diverses formes de servitud amb l'esclavitud. Les relacions complexes i proves d'històries orals sovint descriuen incorrectament moltes formes de servitud o estatus socials com a esclavitud, fins i tot quan les pràctiques no segueixen les conceptualitzacions d'esclavitud a altres regions del món.
La millor evidència de les pràctiques d'esclavitud a l'Àfrica provenen dels regnes principals, particularment al llarg de la costa, i hi ha poca evidència de pràctiques d'esclavitud generalitzada en les societats sense estat. El tràfic d'esclaus era més secundari que les altres relacions comercials; tanmateix hi ha evidència d'una ruta de tràfic d'esclaus a través del Sàhara de l'època romana que va persistir a la zona després de la caiguda de l'imperi romà. Nogensmenys, les estructures de parentiu i els drets previstos per als esclaus (excepte els capturats en guerra) sembla haver limitat l'abast del tràfic d'esclaus abans de l'inici del tràfic àrab d'esclaus i el comerç atlàntic d'esclaus.

### Àfrica septentrional

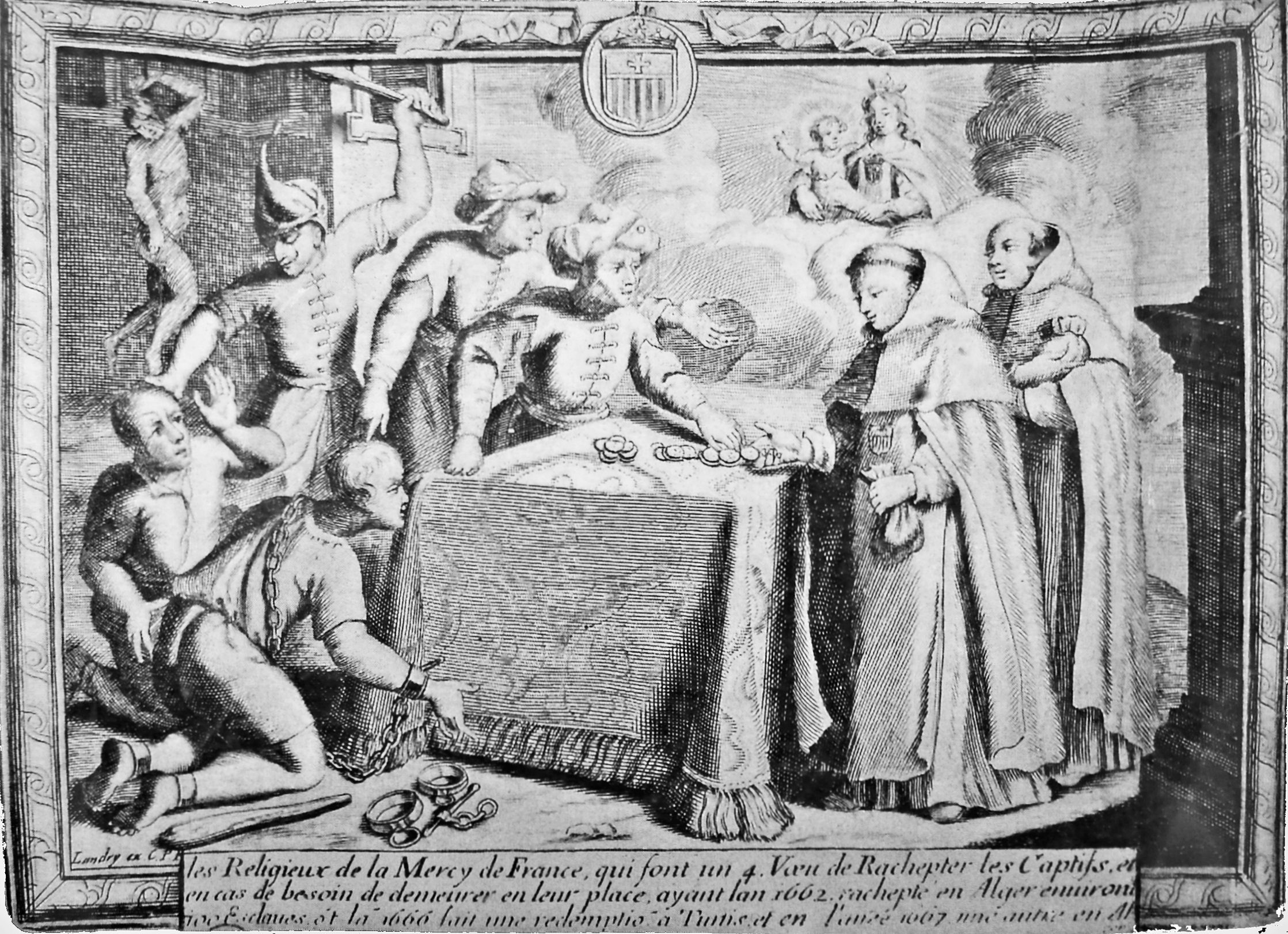
Redempció d'esclaus cristians pels monjos catòlics a Alger en 1661.

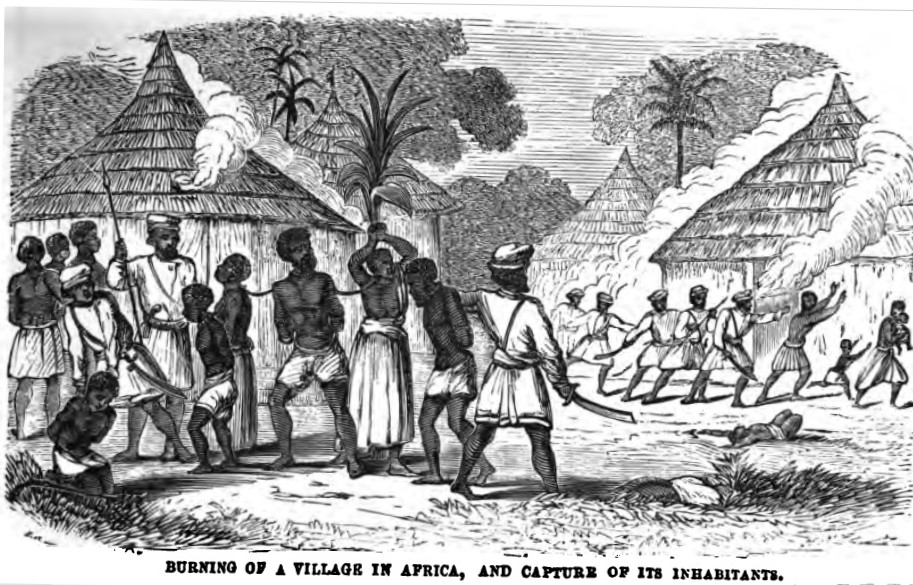
Crema d'una vila africana i captura dels seus habitants (p.12, February 1859, XVI)

La propietatr d'esclaus havia estat legal i generalitzada arreu d'Àfrica del Nord quan la regió estava controlada per l'Imperi Romà (47 aC - 500 dC). La regió del Sahel al sud del Sàhara proporcionava molts dels esclaus africans venuts al nord d'Àfrica durant aquest període i va haver un tràfic d'esclaus en funcionament a través del Sàhara. La propietat d'esclaus va persistir després de la caiguda de l'Imperi Romà en la majoria de les comunitats cristianes de la regió. Després de l'expansió islàmica a la major part de la regió, les pràctiques van continuar i, finalment, l'esclavitud de propietat es va estendre a les societats més importants en l'extrem sud del Sàhara (com Mali, Songhai i Ghana).
El comerç d'esclaus medieval a Europa anava principalment de l'Est i Sud: el cristià Imperi Romà d'Orient i el món islàmic van ser les destinacions, Europa central i Oriental en foren importants fonts d'esclaus. L'esclavitud a l'Europa medieval era tan estesa que l'Església catòlica la va prohibir repetidament, o almenys va prohibir l'exportació d'esclaus cristians a les terres no cristianes a, per exemple, el Consell de Koblenz en 922, el Consell de Londres en 1102, i el Consell d'Armagh en 1171. A causa de les restriccions religioses, el comerç d'esclaus es va dur a terme en algunes parts d'Europa pels jueus ibèrics (coneguts com a radhanites) que van ser capaços de transferir esclaus pagans d'Europa central a través de l'Europa Occidental cristiana als països musulmans de l'Àndalus i Àfrica. Molts eslaus van ser esclavitzats durant tants segles, de tal manera que la paraula eslau es va convertir en sinònim d'esclavitud. La derivació de la paraula esclau encapsula una mica de la història d'Europa i explica per què les dues paraules (esclau i eslau) són tan similars; que són, de fet, històricament idèntiques.

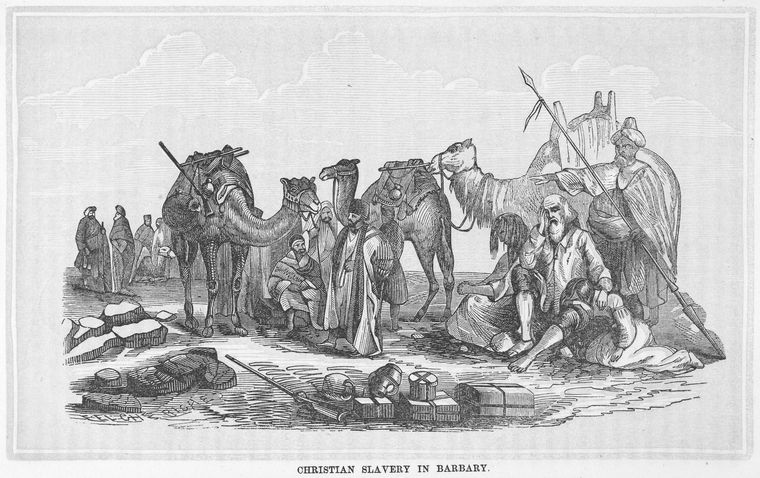
Esclaus cristians a Barbaria.

Els mamelucs eren soldats eslaus conversos a l'islam i que serviren al califes musulmans i als sultans de la dinastia aiúbida durant l'edat mitjana. Els primers mamelucs va servir als Califat Abbàssida de Bagdad durant el segle ix. Amb el temps, es van convertir en una poderosa casta militar i en més d'una ocasió van prendre el poder per si mateixos, per exemple, al poder Egipte a partir de 1250 a 1517. Des de 1250 Egipte havia estat governada pel Dinastia bahrita d'origen kiptxak turc. Els blancs esclavitzats del Caucas serviren en l'exèrcit i formaren un cos d'elit de tropes que finalment es revoltaren a Egipte i hi formaren la dinastia burjita.
Segons Robert Davis entre 1 milió i 1.25 milions d'europeus foren capturats per la pirateria barbaresca i venuts com a esclaus a Àfrica del Nord i a l'Imperi Otomà entre els segles xvi i xix. Els pobles i ciutats costaneres d'Itàlia, Portugal, Espanya i les illes de la Mediterrània van ser atacades amb freqüència pels pirates i llargs trams de les costes d'Itàlia i Espanya van ser gairebé completament abandonades per seus habitants; després del 1600 pirates barbarescs sovint van entrar a l'Atlàntic i van colpejar tan al nord com Islàndia. Els corsaris més famosos van ser els otomans Barba-roja i el seu germà gran Oruç, Turgut Reis (conegut com a Dragut a Occident), Kurtoğlu (conegut com a Curtogoli a Occident), Kemal Reis, Salah Reis i  Koca Murat Reis.
En 1544, Khair ed-Din Barba-rossa va capturar Ischia, prenent 4.000 presoners i deportant a l'esclavitud uns 9.000 habitants de Lipari, gairebé tota la població. En 1551 Dragut va esclavitzar tot la població sencera de l'illa maltesa de Gozo, entre 5.000 i 6.000, enviant-los a Líbia. Quan els pirates van saquejar Vieste al sud d'Itàlia en 1554 van prendre un nombre estimat de 7.000 esclaus. En 1555, Turgut Reis va navegar a Còrsega i van saquejar Bastia, prenent 6.000 presoners. En 1558 corsaris de Barbaria capturaren Ciutadella de Menorca, la van destruir, massacraren els habitants i es van endur 3.000 supervivents a Istanbul com a esclaus. En 1563 Turgut Reis va desembarcar a les costes de la província de Granada i va capturar els assentaments costaners de la zona, com Almuñécar, juntament amb 4.000 presoners. Els pirates barbarescos atacaven amb freqüència les Balears, del que en resulten moltes torres de vigilància costaneres i esglésies fortificades. L'amenaça era tan greu que Formentera va quedar deshabitada.
Les primeres fonts modernes estan plenes de descripcions dels patiments dels esclaus cristians de galera dels corsaris de Barbaria:
| « | Els que no han vist una galera en la mar, sobretot en persecució o sent perseguida, no pot concebre així el xoc que aquest espectacle dona a un cor capaç de la menor tintura de commiseració. Contemplar files i columnes de mig nus, mig morts de fam, encadenats a una taula, d'on no es mouen durant mesos junts (normalment la meitat d'un any), empesos, fins i tot més enllà de les forces humanes, amb cruels i repetits cops en la seva pell nua ... | » |

Encara en 1798, l'illot prop de Sardenya va ser atacat pels tunisians i van prendre més de 900 habitants com a esclaus.
La societat sahrauí-morisca del nord-oest d'Àfrica tradicionalment era (i segueix sent, fins a cert punt) estratificada en diverses castes tribals, amb les tribus guerreres hàssan governant i cobrant tribut (horma) de les tribus amazigues sanhadja. Per sota d'ells hi ha grups servils coneguts com a haratin, una població negra.

### Banya d'Àfrica

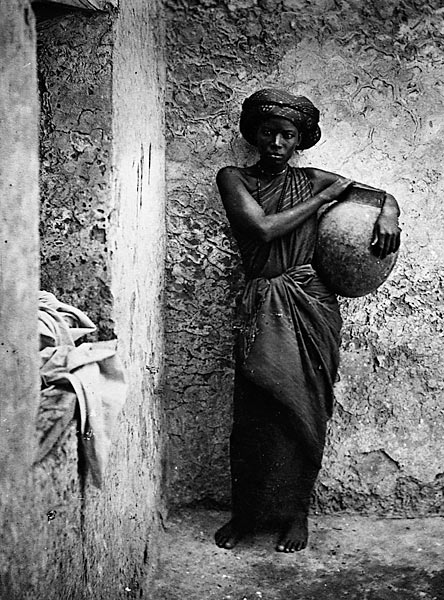
Una dona bantu esclava a Mogadishu (1882-1883)

A la Banya d'Àfrica, els reis cristians de l'Imperi d'Etiòpia sovint exportaren esclaus nilòtics pagans de les seves fronteres occidentals, o dels territoris de les terres baixes recentment conquistades o reconquerides. Els soldanats musulmans somalis i àfars, com el sultanat d'Adal, també comerciaren pels seus ports esclaus Zanj (bantus) que havien capturat del seu hinterland.

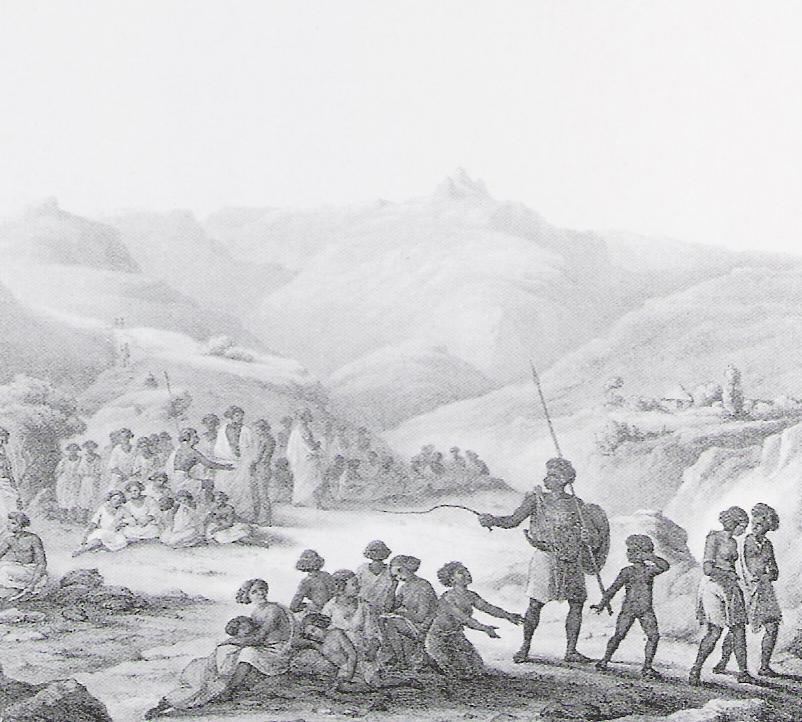
Esclaus a Etiòpia,

L'esclavitud com es practicava a Etiòpia era essencialment domèstica. Per tant, els esclaus servien a les cases dels seus amos i no es van emprar de manera significativa en la seva capacitat productiva. Els esclaus eren per tant considerats com a membres de segona classe de la família dels seus propietaris. el primer intent d'abolir l'esclavitud a Etiòpia va ser feta per l'emperador Tewodros II (r. 1855-68), tot i que el comerç d'esclaus no va ser abolit legalment fins a 1923 amb l'ingrés d'Etiòpia a la Societat de Nacions. L'Anti-Slavery Society va estimar que hi havia 2 milions d'esclaus al principis de 1930, d'una població estimada d'entre 8 i 16 milions. L'esclavitud va continuar a Etiòpia fins a la invasió italiana d'octubre de 1935, quan la institució va ser abolida per ordre de les forces d'ocupació italianes. En resposta a la pressió dels aliats de la Segona Guerra Mundial, Etiòpia oficialment va abolir l'esclavitud i la servitud involuntària després d'haver recuperat la seva independència en 1942. El 26 d'agost det 1942, Haile Selassie va emetre una proclama que prohibia l'esclavitud.
Ala territoris somalis els esclaus van ser comprats al mercat d'esclaus exclusivament per treballar en plantacions. Ells treballaven sota el control i per separat dels seus amos somalis. Pel que fa a les consideracions legals, els esclaus bantus eren devaluats. A més els costums socials somalis censurava, desencoratjava i menyspreava qualsevol tipus de contacte sexual amb esclaus bantus. La llibertat d'aquests esclaus de les plantacions s'obtenia també en molts casos a través de la fuga.

### Àfrica Central

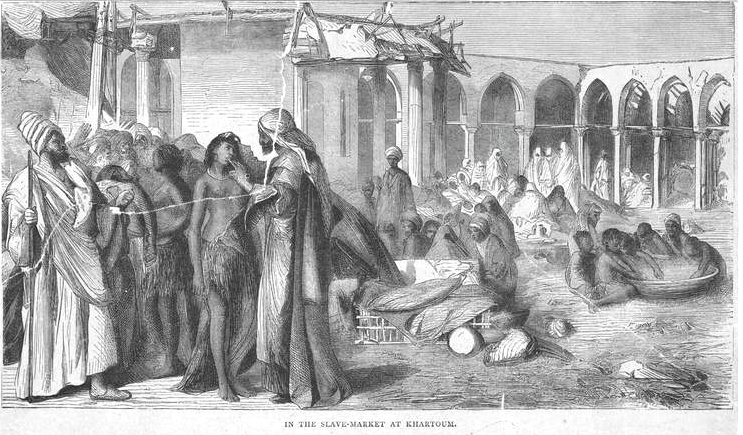
Mercat d'esclaus a Khartoum, c. 1876

La tradició oral relata l'esclavitud existent al regne del Congo en el moment de la seva constitució amb Lukeni lua Nimi esclavitzant als Mwene Kabunga que havien conquistat per establir el regne. Els primers escrits portuguesos mostren que el Regne tenia l'esclavitud abans del contacte, però que eren captius de guerra, principalment del regne de Ndongo.

### Àfrica Occidental

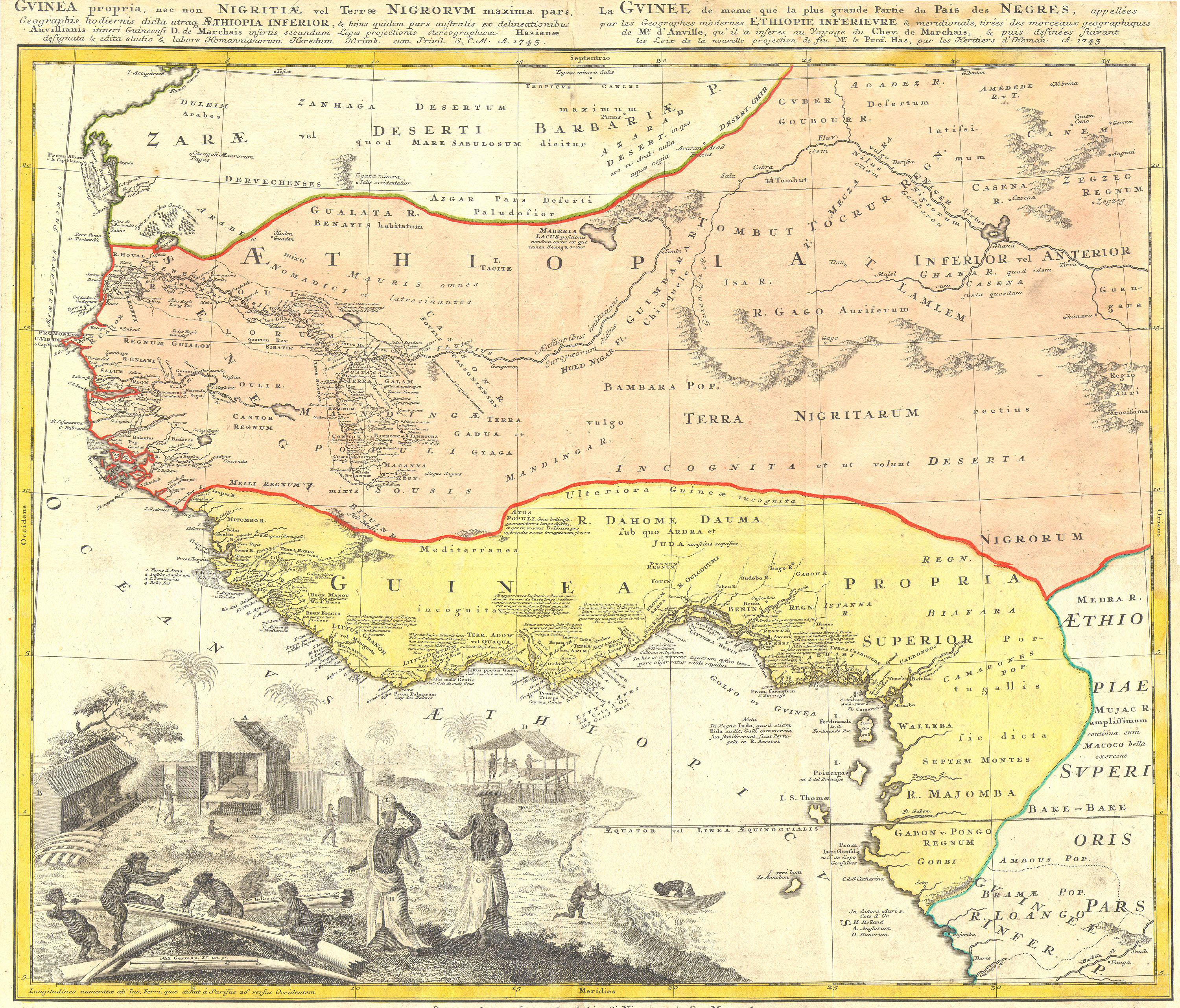
Mapa de Homann Heirs del tràfic d'esclaus local a l'Àfrica occidental, des de Senegal i Cap Blanc a Guinea, els rius Cacongo i Barbela, i el llac Ghana al riu Níger a la Regio Auri (1743).

L'esclavitud va ser practicada de diverses maneres a les diferents comunitats d'Àfrica occidental abans del comerç europeu. Amb el desenvolupament del comerç transsaharià d'esclaus i les economies d'or al Sahel occidental, es van organitzar al voltant de la tracta d'esclaus una sèrie d'estats com l'imperi de Ghana, l'Imperi de Mali i l'imperi Songhai. No obstant això, altres comunitats de l'Àfrica Occidental va resistir en gran manera el comerç d'esclaus. Els regnes Mossi van tractar de fer-se càrrec dels llocs clau en el comerç a través del Sàhara i, quan aquests esforços van fracassar, els mossi es van convertir en defensors contra els atacs esclavistes dels estats poderosos del Sahel occidental. Els Mossi finalment entraren en el comerç d'esclaus en la dècada de 1800 amb el comerç d'esclaus atlàntic com a mercat principal. De la mateixa manera, Walter Rodney no va identificar cap esclavitud o servitud domèstica significativa en els primers registres europeus a la regió de l'Alta Guinea i I. A. Akinjogbin sosté que els registres europeus revelen que la tracta d'esclaus no era una activitat important al llarg de la costa controlada pels iorubes i  els aja abans de l'arribada europea. En un document llegit a l'Ethnological Society of London en 1866, el virrei de Lokoja Mr.T. Valentine Robins, que va acompanyar a l'expedició pel riu Níger a bord del HMS Investigator en 1864 va descriure l'esclavitud a la regió: 
| « | Sobre l'esclavitud el Sr. Robins va comentar que no era el que la gent a Anglaterra van pensar que fos. Això significa, com es troba contínuament en aquesta part d'Àfrica, que pertany a un grup familiar-no hi ha treball obligatori, l'amo i l'esclau treballar junts, mengen el mateix menjar, fan servir la mateixa roba i dormen en les mateixes cabanes. Alguns esclaus tenen més esposes que els seus amos. Es dona protecció als esclaus i tot el necessari per a la seva alimentació- i la roba. Un home lliure és pitjor que un esclau; no pot reclamar el seu menjar de ningú. | » |

 Amb l'inici de la comerç atlàntic d'esclaus, la demanda d'esclaus a l'Àfrica Occidental va augmentar i un nombre d'estats es va centrar en el comerç d'esclaus i l'esclavitud domèstica va augmentar de manera espectacular.
A Senegàmbia entre 1300 i 1900 prop d'un terç de la població va ser esclavitzada. En els primers estats islàmics del Sudan occidental, incloent Ghana (750-1076), Mali (1235-1645), Segou (1712-1861), i Songhai (1275-1591), al voltant d'un terç de la població eren esclaus. A Sierra Leone al segle xix prop de la meitat de la població consistia en esclaus.
En el segle xix, com a mínim, la meitat de la població va ser esclavitzada entre els duales del Camerun i altres pobles del baix Níger, el Kongo, i el regne Kasanje i els chokwes d'Angola. Entre els aixantis i iorubes un terç de la població consistia en esclaus. Al voltant d'un terç de la població de l'imperi de Kanem (1600-1800) eren esclaus i potser ho era el 40% de Bornu (1580-1890). Entre 1750 i 1900 a partir d'un a dos terços de la població total dels estats de la gihad fulani estats consistia en esclaus. La població del califat de Sokoto format per hausses al nord de Nigèria i el Camerun estava mig esclavitzada al segle xix.
Quan el govern britànic es va imposar per primera vegada al sultanat de Sokoto i les àrees circumdants al nord de Nigèria a la volta del segle xx, aproximadament de 2 milions a 2,5 milions de persones hi eren esclavitzdes. L'esclavitud al nord de Nigèria va ser prohibida definitivament el 1936.

### Grans llacs d'Àfrica

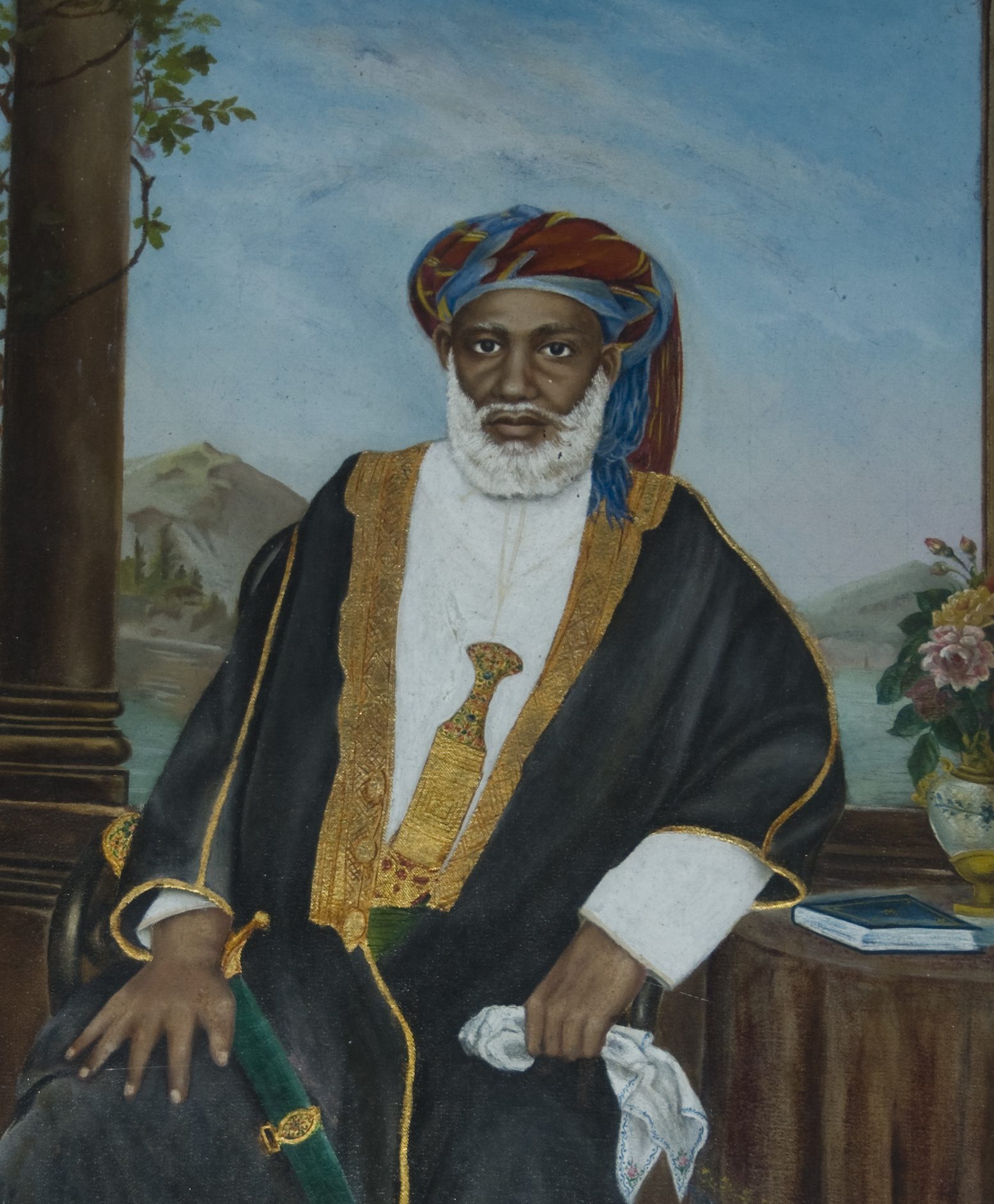
El traficant d'esclaus de Zanzíbar Tippu Tip posseïa 10,000 esclaus

Amb el comerç marítim de la regió oriental dels Grans Llacs d'Àfrica a Pèrsia, la Xina i l'Índia durant el I mil·lenni dC, els esclaus s'esmenten com un producte d'importància secundària per l'or i ivori. Quan s'ha esmentat, la tracta d'esclaus sembla de petita escala i majoritàriament impliquen incursions per capturar esclaus dones i nens al llarg de les illes de Kilwa Kisiwani, Madagascar i Pemba. Els historiadors Campbell i Alpers sostenen que hi va haver una gran quantitat de diferents categories de treball a l'Àfrica oriental, i que la distinció entre individus esclaus i lliures no era particularment rellevant en la majoria de les societats. Tanmateix, amb l'augment del comerç internacional al segle xviii i XIX el sud-est d'Àfrica va començar a participar de manera significativa en el comerç d'esclaus a l'Atlàntic; per exemple, amb la signatura pel rei de l'illa de Kilwa d'un tractat amb un comerciant francès a 1776 per al lliurament de 1.000 esclaus per any.
Gairebé al mateix temps, els comerciants d'Oman, Índia, i el sud-est d'Àfrica van iniciar l'establiment de plantacions al llarg de les costes i a les illes, Proporcionar treballadors a aquestes plantacions, capturar esclaus i la tinença d'esclaus va fer cada vegada més important la regió i els comerciants d'esclaus de la regió (més notablement Tippu Tip) van arribar a ser importants en l'ambient polític de la regió. El comerç del sud-est d'Àfrica va assolir el seu apogeu en les primeres dècades del 1800 amb un màxim de 30.000 esclaus venuts per any. Tanmateix, l'esclavitud mai va esdevenir una part important de les economies nacionals, excepte al sultanat de Zanzíbar, on es van mantenir les plantacions i l'esclavitud agrícola. L'autor i historiador Timothy Insoll va escriure: "Les xifres registren l'exportació de 718.000 esclaus de la costa swahili durant el segle xix, i la retenció de 769.000 a la costa."
A la Regió dels Grans Llacs d'Àfrica (al voltant de l'actual Uganda), l'evidència lingüística mostra l'existència de l'esclavitud a través de la captura de la guerra, el comerç i la penyora durant centenars d'anys; no obstant això, aquestes formes, en particular la penyora, semblen haver augmentat significativament en els segles XVIII i xix.

## Transformacions de l'esclavatge a Àfrica
Les relacions d'esclavatge a l'Àfrica han estat transformades a través de tres processos a gran escala: el comerç àrab d'esclaus, el comerç atlàntic d'esclaus, i les polítiques d'emancipació d'esclaus i els moviments en el segle xix i XX. Cadascun d'aquests processos ha alterat significativament les formes, el nivell i l'economia de l'esclavitud a Àfrica.
Les pràctiques d'esclavtiud a Àfrica es van utilitzar durant diferents períodes per justificar determinades formes de compromís europeu amb els pobles d'Àfrica. Els escriptors europeus del segle xviii van afirmar que l'esclavitud a Àfrica era bastant brutal per tal de justificar el comerç atlàntic d'esclaus. Escriptors posteriors van utilitzar arguments similars per justificar la intervenció i l'eventual colonització per les potències europees per posar fi a l'esclavitud a Àfrica.
Els africans coneixien la dura esclavitud que esperava als esclaus al Nou Món. Moltes elits africanes van visitar Europa en vaixells d'esclaus seguint els vents dominants a través del Nou Món. Un exemple d'això va ocórrer quan Manuel Antonio, l'ambaixador de Kongo al Vaticà, va anar a Europa el 1604, parant primer a Bahia, Brasil, on se les hi va arreglar per alliberar un paisà que havia estat esclavitzat injustament. Els monarques africans també van enviar als seus fills per aquestes mateixes rutes d'esclaus per ser educats a Europa, i milers d'ex esclaus, finalment, va tornar a instal·lar-se Libèria i Sierra Leone.

### Comerç transsaharià i de l'Oceà Índic

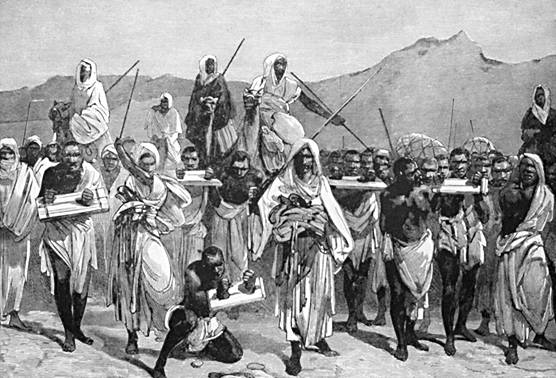
Gravat del d'una caravana d'esclaus àrab transportant esclaus africans a través del Sàhara.

El comerç àrab d'esclaus s'establí els segles viii i ix i va implicar un moviment a petita escala de població en gran part de la regió oriental dels Grans Llacs i del Sahel. La llei islàmica permet l'esclavitud, però prohibeix l'esclavitud que impliqui altres musulmans; com a conseqüència, l'objectiu principal de l'esclavitud eren els habitants de les zones frontereres de l'islam a l'Àfrica. El comerç d'esclaus a través del Sàhara i a tot l'Oceà Índic també té una llarga història que comença amb el control de les rutes marítimes pels comerciants afroàrabs al segle ix. S'estima que només uns pocs milers d'esclaus van ser preses cada any a partir de la costa del Mar Roig i l'Oceà Índic. Eren venuts per tot l'Orient Mitjà. Aquest comerç es va accelerar amb vaixells més grans degut a una major demanda de mà d'obra en les plantacions de la regió. Amb el temps, es van esclavitzar desenes de milers per any. A Zanguebar (Costa Suahili), els esclavistes afroàrabs capturaren bantus de l'interior i els venien en el litoral. Allí els esclaus eren gradualment assimilats en les àrees rurals, en particular a les illes d'Unguja i Pemba.
Això va canviar la relació dels esclaus mitjançant la creació de noves formes d'ocupació pels esclaus (com eunucs per protegir harems i unitats militars) i la creació de condicions per a la llibertat (és a dir, la conversió, encara que només alliberaria als fills d'un esclau). Tot i que el nivell del comerç va seguir sent petit, la quantitat total d'esclaus comerciats va créixer en un gran nombre dels diversos segles de la seva existència. A causa de la seva naturalesa petita i gradual, l'impacte sobre les pràctiques d'esclavitud en comunitats que no es van convertir a l'islam era relativament petit. Tanmateix, en la dècada del 1800 el comerç d'esclaus d'Àfrica als països islàmics va augmentar de manera significativa. Quan el comerç europeu d'esclaus va acabar al voltant de la dècada de 1850, el tràfic d'esclaus cap a l'est va créixer de manera significativa fins que hi va posar fi la colonització europea d'Àfrica pel 1900.
En 1814 l'explorador suís Johann Burckhardt va escriure sobre els seus viatges a Egipte i Núbia, on va veure a la pràctica del tràfic d'esclaus: "Freqüentment era testimoni d'escenes de la més descarada indecència, en les que els comerciants, que en són els principals actors, només reien. Podria aventurar a afirmar, que molt poques dones esclaves que han passat del seu desè any, arriben a Egipte o Aràbia en estat de virginitat."
David Livingstone va escriure del comerç d'esclaus: "Capgirar llurs mals és d'una senzilla impossibilitat ... Vam veure una esclava amb un tret o apunyalada a tot el cos i estesa al camí [els espectadors] va dir que ho havia fet un àrab que hi havia passar el matí d'hora a causa de la ira d'haver perdut el preu que havia donat per ella, perquè ella era incapaç de caminar més. Passem una dona lligada pel coll a un arbre i morta ... Ens trobem amb un home mort de fam ... la malaltia més rara que he vist en aquest país sembla realment ser la insensibilitat, i ataca als homes lliures que han estat capturats i fets esclaus." Livingstone estima que 80.000 africans morien cada any abans d'arribar al mercat d'esclaus de Zanzíbar. Zanzíbar havia estat el principal port de comerç d'esclaus d'Àfrica Oriental, i sota els àrabs d'Oman al segle xix uns 50.000 esclaus passaven per la ciutat cada any.

### Comerç atlàntic d'esclaus

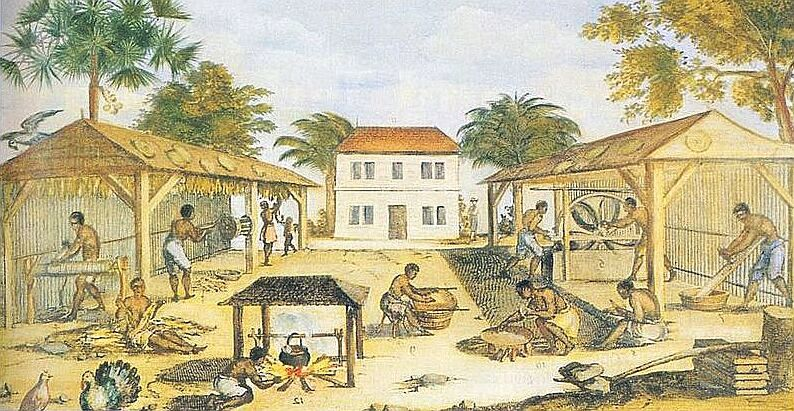
Esclaus africans treballant en el a Virgínia, d'autor desconegut, 1670

El comerç atlàntic o transatlàntic d'esclaus es van dur a terme a través de l'Oceà Atlàntic des del XV fins al segle xix. El comerç d'esclaus a l'Atlàntic va ser significativa en transformar els africans d'un peetit percentatge de la població global d'esclaus en 1600 a la majoria aclaparadora de 1800. El comerç d'esclaus va passar de ser un aspecte marginal de les economies en el sector més important en un període relativament curt. A més les plantacions agrícoles van augmentar significativament i es va convertir en un aspecte clau en moltes societats. Finalment va transformar la distribució tradicional de les pràctiques esclavistes.
Els primers europeus en arribar a la costa de Guinea van ser els portuguesos; el primer europeu en realitat comprar esclaus africans a la regió de Guinea va ser Antão Gonçalves, un explorador portuguès en 1441. Originalment interessata en el comerç principalment s'or i espècies, van establir colònies a les illes deshabitades de São Tomé i Príncipe. Al segle xvi els portuguesos van trobar que aquestes illes volcàniques eren ideals per al cultiu de sucre. El cultiu de sucre és una empresa amb gran intensitat de mà d'obra i els portuguesos eren difícils d'atreure causa de la calor, la manca d'infraestructura, i la vida dura. Per cultivar el sucre els portuguesos van portar un gran nombre d'esclaus africans. El castell d'Elmina a la Costa d'Or fou construït originalment per la mà d'obra africana pels portuguesos en 1482 per tal de controlar el comerç d'or, i es va convertir en un dipòsit important d'esclaus que anaven a ser transportats al Nou Món.

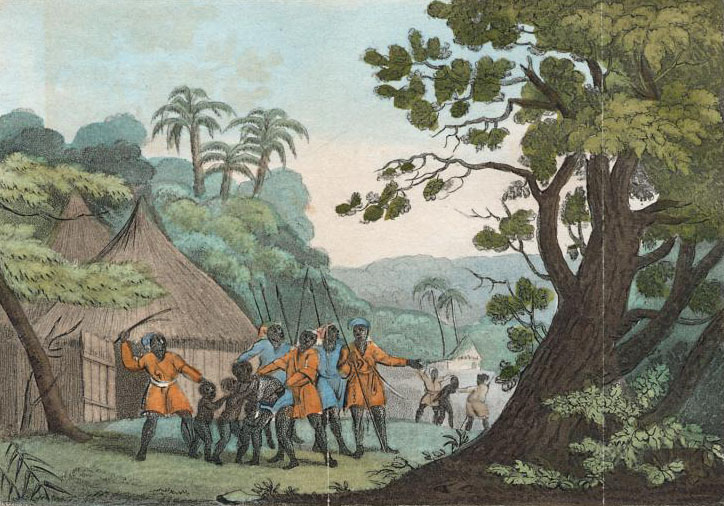
Comerç d'esclaus al llarg del riu Senegal, regne de Cayor

Els espanyols van ser els primers europeus en l'ús d'esclaus africans al Nou Món a les illes de Cuba i Hispaniola, on la taxa de mortalitat alarmant en la població nativa havia estimulat les primeres lleis reials que protegeixen la població nativa (lleis de Burgos, 1512-1513). Els primers esclaus africans van arribar a Hispaniola en 1501 poc després de la butlla papal de 1493 va donar gairebé tot el Nou Món a Espanya.
El comerç atlàntic d'esclaus va assolir el seu punt màxim a finals del segle xviii, quan van ser capturats el major nombre d'esclaus en expedicions de captura cap a l'interior d'Àfrica occidental. L'augment de la demanda d'esclaus a causa de l'expansió de les potències colonials europees al Nou Món van fer la tracta d'esclaus molt més lucrativa per a les potències de l'Àfrica occidental, el que portà a la creació d'una sèrie d'imperis africans que prosperaren amb el comerç d'esclaus. Aquests foren l'imperi d'Oyo (ioruba), el regne de Kong, l'imamat de Futa Djalon, l'imamat de Futa Toro, el regne de Koya, el regne de Khasso, el regne de Kaabu, la Confederació Fanti, l'imperi aixanti i el regne de Dahomey. Aquests regnes es va basar en una cultura militarista de guerra constant per generar un gran nombre de captius humans necessaris per al comerç amb els europeus. Un mordaç recordatori d'aquesta pràctica execrable està documentat en els Debats de la Tracta d'Esclaus d'Anglaterra a principis del segle xix: "Tots els vells escriptors ... coincideixen a manifestar no sols que les guerres són contractades amb l'únic propòsit de fer esclaus, sinó que són fomentades pels europeus, amb vista a aquest objecte". La supressió gradual dels l'esclavitud als imperis colonials europeus durant el segle xix un va provocar el col·lapse i declivi d'aquests imperis africans. Quan les potències europees van començar a aturar el comerç d'esclaus a l'Atlàntic, això va provocar un nou canvi en el qual els grans tenidors d'esclaus a l'Àfrica van començar a explotar els esclaus en les plantacions i altres productes agrícoles.

### Abolició
La gran transformació definitiva de les relacions d'esclaus va arribar amb els esforços inconsistents d'emancipació a partir de la meitat del segle xix. A mesura que les autoritats europees van començar a controlar grans parts de l'Àfrica interior a partir de la dècada de 1870, les polítiques colonials sovint eren confuses amb el tema. Per exemple, fins i tot quan l'esclavitud va ser considerada il·legal, les autoritats colonials tornarien esclaus escapats als seus amos. L'esclavitud va persistir en alguns països sota domini colonial i en alguns casos no va ser fins a la independència que les pràctiques anàlogues a l'esclavitud foren transformades significativament. Les lluites anticolonials a l'Àfrica sovint van portar esclaus i ex esclaus juntament amb els amos i ex amos a lluitar per la independència; nogensmenys, aquesta cooperació va ser de curta durada i els partits polítics independentistes sovint es formaren segons les estratificacions d'esclaus i amos. En algunes parts d'Àfrica, l'esclavitud i les pràctiques anàlogues continuen fins avui dia i la seva eliminació ha demostrat ser un problema difícil per als governs i la societat civil.
Els esforços realitzats pels europeus contra l'esclavitud i el tràfic d'esclaus van començar a finals del segle xviii i van tenir un gran impacte en l'esclavitud a Àfrica. Portugal va ser el primer país del continent en abolir l'esclavitud al Portugal metropolità i a l'Índia portuguesa, amb un projecte de llei expedit el 12 de febrer de 1761, però això no va afectar les seves colònies de Brasil i Àfrica. França va abolir l'esclavitud en 1794. No obstant això, l'esclavitud fou restablida per Napoleó I en 1802 i no es va abolir definitivament fins 1848. En 1803, Dinamarca-Noruega es va convertir en el primer país d'Europa en posar en pràctica la prohibició de la tràfic d'esclaus. L'esclavitud en si no va ser prohibida fins a 1848. Gran Bretanya la va seguir en 1807 amb l'aprovació de l'acta del Comerç d'Esclaus pel Parlament. Aquesta llei va imposar multes, que augmentaven amb el nombre d'esclaus transportats, als capitans dels vaixells d'esclaus. Gran Bretanya va seguir això amb el Llei d'abolició de l'esclavitud de 1833, que va alliberar tots els esclaus a l'Imperi Britànic. la pressió britànica en altres països va donar lloc a un acord per posar fi al tràfic d'esclaus des d'Àfrica. Per exemple, el Llei dels Estats Units sobre el comerç d'esclaus de 1820 considerava el comerç d'esclaus com a pirateria, que es castigava amb la pena de mort. A més l'Imperi Otomà va abolir el comerç d'esclaus d'Àfrica en 1847 sota la pressió britànica.
Cap el 1850, any en què l'últim participant important en el comerç d'esclaus a l'Atlàntic (Brasil) va aprovar la Llei Eusébio de Queirós, prohibint el comerç d'esclaus, el comerç d'esclaus havia disminuït significativament i, en general, només es mantenia el comerç il·legal. Brasil va continuar la pràctica de l'esclavitud i era la major font de comerç il·legal fins a 1870, aproximadament, i l'abolició de l'esclavitud es va fer permanent el 1888 quan la princesa Isabel del Brasil, i el ministre Rodrigo Silva (gendre del senador Eusebi de Queiroz) van prohibir la pràctica. Els britànics van prendre un enfocament actiu per aturar el comerç il·legal d'esclaus a l'Atlàntic durant aquest període. Al West Africa Squadron se li atribueix la captura de 1.600 vaixells d'esclaus entre 1808 i 1860, i l'alliberament de 150.000 africans que estaven a bord d'aquests vaixells. També es van prendre accions contra els líders africans que es van negar a acceptar els tractats britànics per prohibir el comerç, per exemple, contra la usurpació del rei de Lagos, deposat en 1851. Els tractats anti-esclavistes foren signats amb més de 50 governants africans.

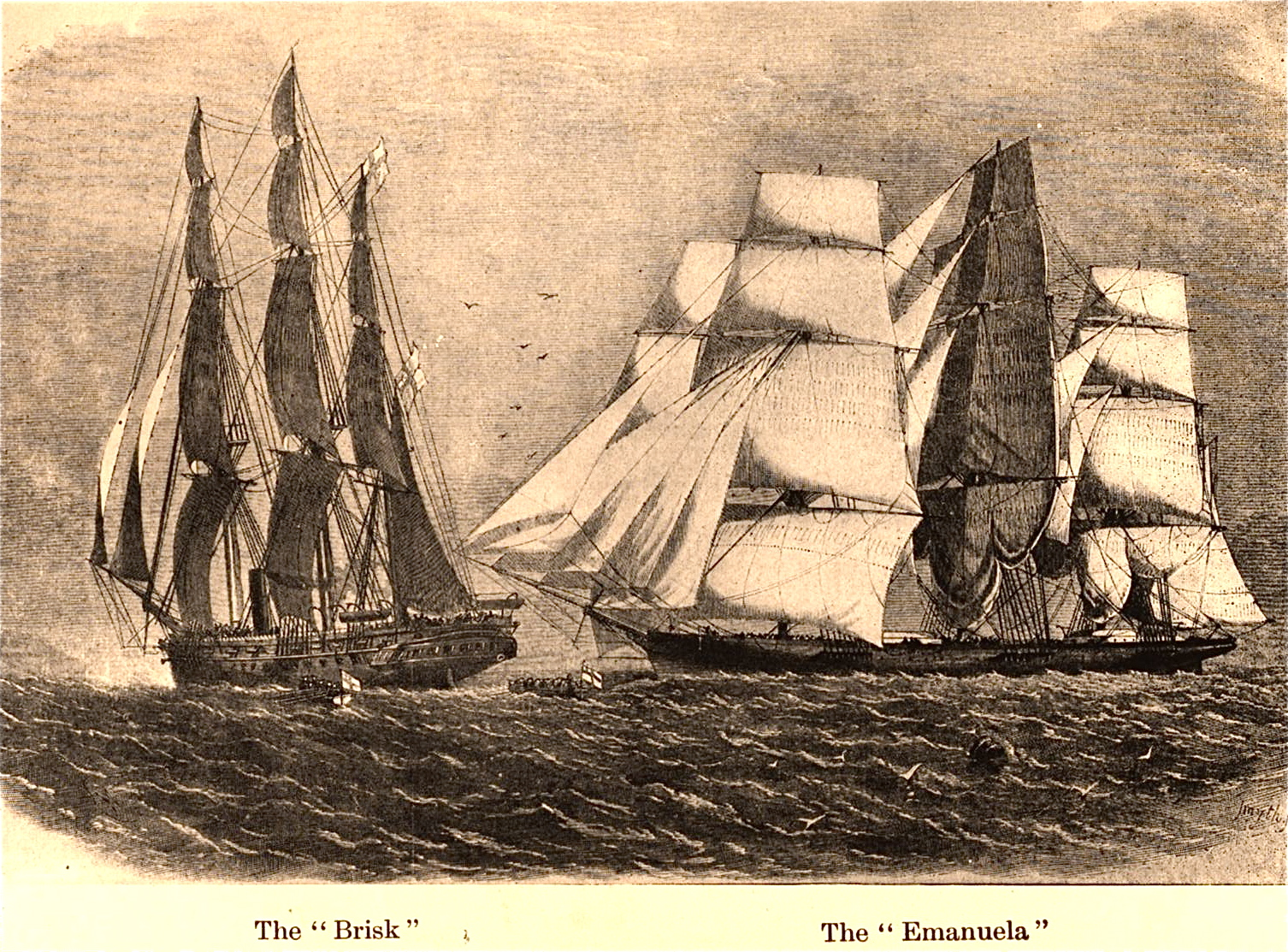
Captura del vaixell d'esclaus Emanuela pel HMS Brisk.

Encara que l'esclavitud dins d'Àfrica havia estat de caràcter limitat, fins i tot durant l'auge de la tracta àrab i atlàntica d'esclaus, això va canviar en l'última meitat del segle xix. Patrick Manning explica que "si hi ha algun moment en el qual es pot parlar de societats africanes organitzades al voltant d'una producció esclavista, [1850-1900] va ser aquest".
El continu moviment contra l'esclavitud a Europa es va convertir en una excusa i un casus belli per a la conquesta i colonització europea de gran part del continent africà. Va ser el tema central de la conferència de Brussel·les contra l'esclavitud de 1889-1890. A finals del segle xix, el repartiment d'Àfrica va acabar ràpidament amb el continent dividit entre les potències imperialistes europees, i un primer enfocament però secundari de tot règim colonial va ser la supressió de l'esclavitud i el tràfic d'esclaus En resposta a aquesta pressió, Etiòpia va abolir oficialment l'esclavitud el 1932, el sultanat de Sokoto va abolir l'esclavitud el 1900, i la resta de la regió del Sahel el 1911. A la fi de l'època colonial s'havia assolit un èxit majoritari èxit en aquest objectiu, encara que l'esclavitud seguia sent molt activa a l'Àfrica perquè s'ha mogut gradualment a una economia remunerada. Les nacions independents que intenten occidentalitzar-se o impressionar Europa a vegades han cultivat una imatge de supressió de l'esclavitud, tot i que, en el cas d'Egipte, contractaren soldats europeus per a l'expedició al Nil de Samuel White Baker. L'esclavitud no ha estat erradicada a l'Àfrica, i comunament apareix als estats africans, com Txad, Etiòpia, Mali, Níger i Sudan, en llocs on la llei i l'ordre han col·lapsat.
Encara que actualment és fora de la llei en tots els països, l'esclavitud es practica en secret en moltes parts del món. S'estima que hi ha 30 milions de víctimes de l'esclavitud a tot el món. Només a Mauritània fins a 600.000 homes, dones i nens, el 20% de la població, són esclavitzats, molts d'ells utilitzats en treball en servitud. L'esclavitud a Mauritània va ser finalment criminalitzada en agost de 2007. Durant la segona guerra civil sudanesa s'estima que entre 14.000 i 200.000 persones van ser segrestades i reduïdes a l'esclavitud. Al Níger, on la pràctica de l'esclavitud va ser prohibida el 2003, un estudi va trobar que gairebé el 8% de la població segueixen sent esclaus.

## Efectes demogràfics

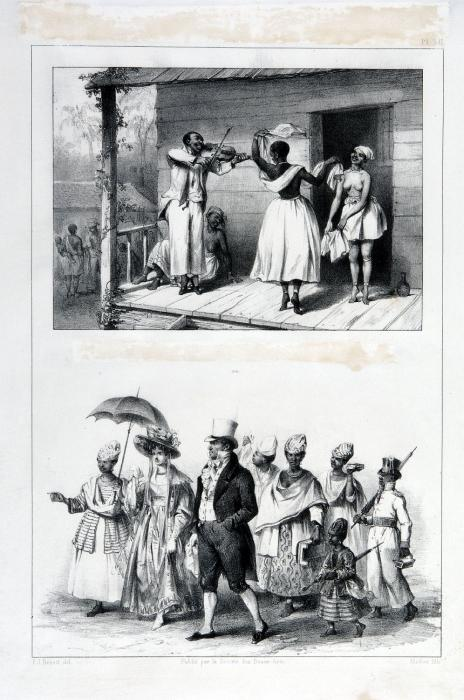
Esclaus a Surinam, començaments del

L'esclavitud i el comerç d'esclaus van tenir un impacte significatiu en el temany de la població i la distribució del gènere en gran part d'Àfrica. L'impacte exacte d'aquests canvis demogràfics ha estat un tema de debat important. El comerç atlàntic d'esclaus es va dur 70.000 persones per any, principalment de la costa occidental d'Àfrica, en el seu punt màxim a mitjans de la dècada de 1700. El comerç àrab d'esclaus va suposar la captura de pobles de l'interior del continent, que després van ser enviats a l'exterior a través dels ports al Mar Roig i a altres llocs. Es va assolir un màxim de 10.000 persones traslladades per any pel 1600. Segons Patrick Manning, el gruix de la població disminuí en gran part de l'Àfrica subsahariana com a resultat d'aquest comerç d'esclaus. Aquesta disminució de la població a tot Àfrica Occidental entre 1650 i 1850 va ser exacerbat per la preferència dels comerciants d'esclaus pels esclaus masculins. A l'Àfrica oriental, la tracta d'esclaus era multi-direccional i canviava amb el temps. Per satisfer la demanda de treball de baixa categoria, els esclaus zanj capturats a l'interior sud es venien a través dels ports a la costa nord, en gran nombre acumulatiu al llarg dels segles, als clients de la vall del Nil, Banya d'Àfrica, Península Aràbiga, Golf Pèrsic, Índia, Extrem Orient i les illes de l'Oceà Índic.
Els efectes demogràfics de la tracta d'esclaus són alguns dels temes més controvertits i debatuts. Walter Rodney va argumentar que l'exportació de tanta gent havia estat un desastre demogràfic i havia deixat l'Àfrica en permanent desavantatge en comparació amb altres parts del món, i que això explica en gran manera la continuació de la pobresa del continent. Ha presentat nombres que mostren que la població d'Àfrica es va estancar durant aquest període, mentre que la d'Europa i Àsia va créixer de manera espectacular. D'acord amb Rodney totes les altres àrees de l'economia es van veure afectades per la tracta d'esclaus, ja que els millors comerciants van abandonar les indústries tradicionals per fer-se esclavistes i els nivells més baixos de la població es van veure afectats per la mateixa esclavitud.
D'altres han desafiat aquest punt de vista. J. D. Fage va comparar l'efecte numèric al continent en el seu conjunt. David Eltis ha comparat els nombres a la taxa d'emigració d'Europa durant aquest període. Només al segle xix més de 50 milions de persones van abandonar Europa cap a les Amèriques, una taxa molt més alta que les preses d'Àfrica.
D'altres, al seu torn va canviat aquesta visió. Joseph E. Inikori sosté que la història de la regió mostra que els efectes eren encara bastant perjudicials. Sosté que el model econòmic d'Àfrica del període va ser molt diferent de l'europeu, i no podia sostenir aquestes pèrdues de població. Les reduccions de població en determinades zones també van donar lloc a problemes generalitzats. Inikori també assenyala que gairebé immediatament després de la supressió del tràfic d'esclaus la població d'Àfrica va començar a augmentar ràpidament, fins i tot abans de la introducció dels medicaments moderns.

## Extensió de l'esclavitud
L'extensió de l'esclavitud a Àfrica i el comerç d'esclaus a altres regions no es coneix amb precisió. Encara que el comerç d'esclaus a l'Atlàntic ha estat millor estudiat, les estimacions van de 8 milions de persones a 20 milions. La Trans-Atlantic Slave Trade Database estima que el comerç atlàntic d'esclaus va capturar al voltant de 12,8 milions de persones entre 1450 i 1900. El tràfic d'esclaus a través del Sàhara i el Mar Roig des del Sàhara, la Banya d'Àfrica i Àfrica oriental, s'ha estimat en 6,2 milions de persones entre 600 i 1600. Tot i que la taxa es va reduir a Àfrica Oriental pel 1700, va augmentat des del 1800 i s'estima en 1,65 milions d'aquest segle.

## Efecte sobre l'economia de l'Àfrica

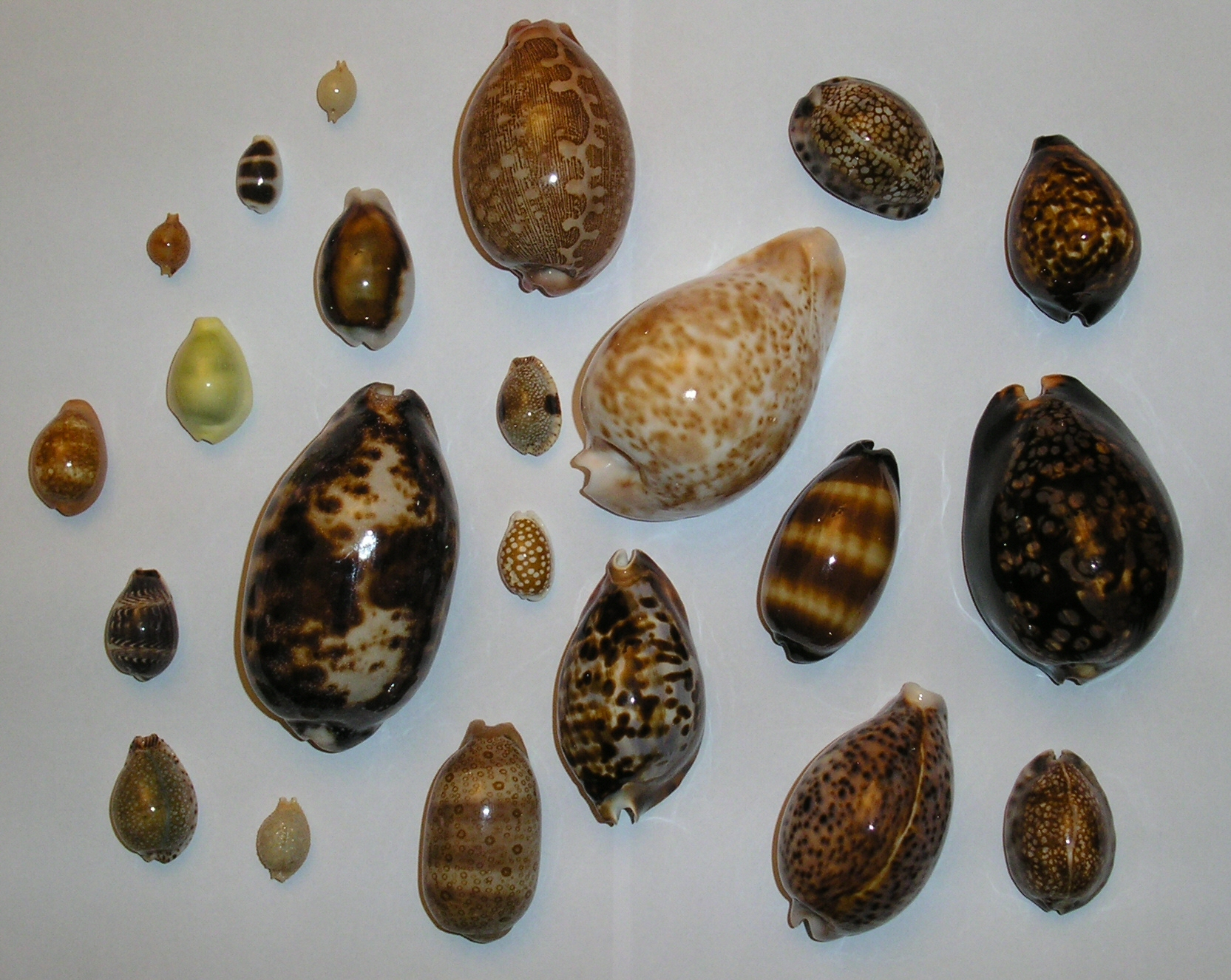
Les petxines eren usades com a monedes pels esclaus

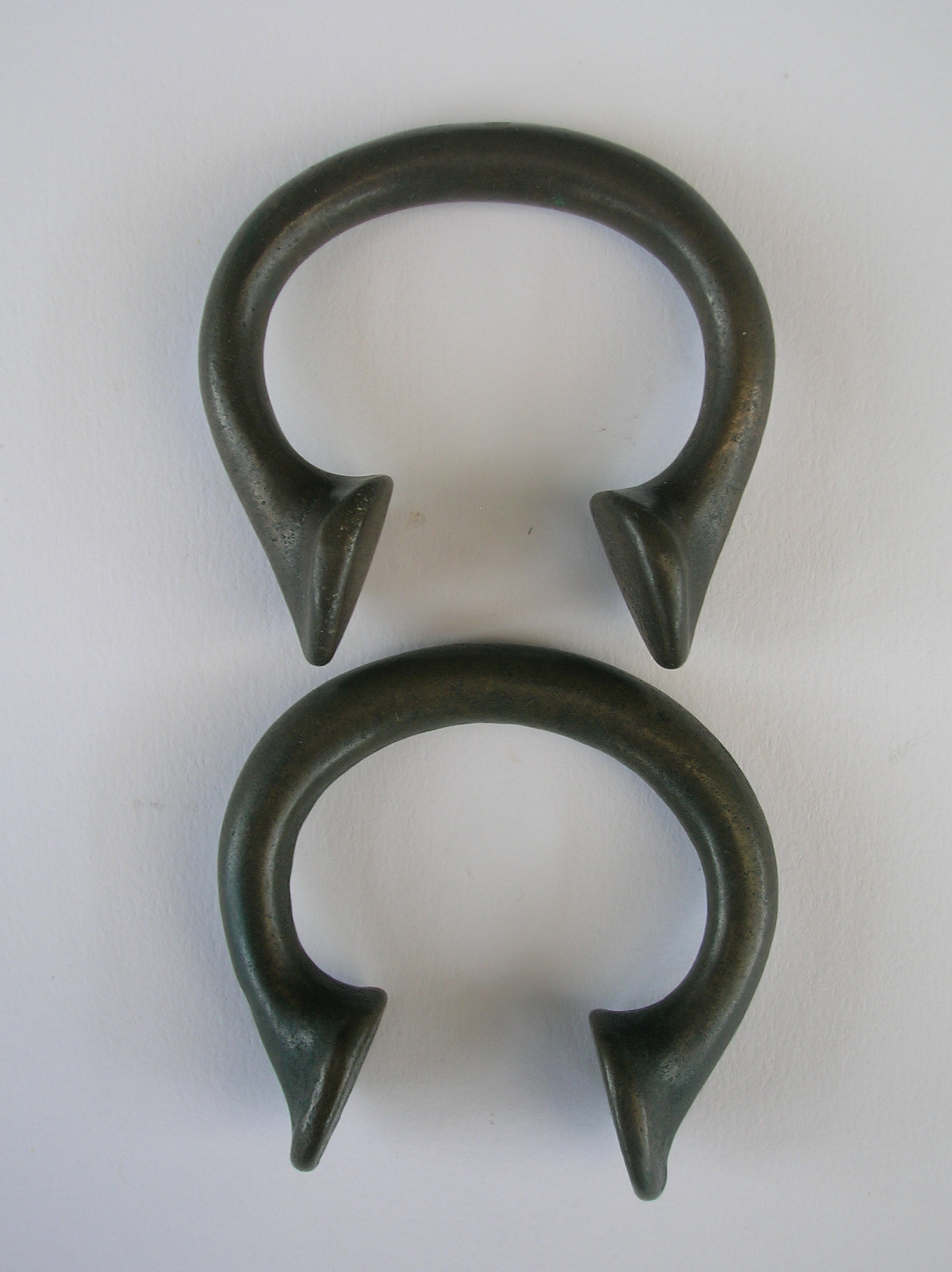
Dues manilles okpoho lleugerament diferents usades per comprar esclaus

Hi ha un llarg debat entre els analistes i acadèmics sobre els efectes destructius del comerç d'esclaus. Sovint s'afirma que la tracta d'esclaus soscavà les economies locals i l'estabilitat política perquè la força de treball vital dels pobles es van enviar a l'exterior i que les batudes d'esclaus i les guerres civils es van convertir en una cosa comuna. Amb el sorgiment d'un gran comerç d'esclaus, impulsat per les necessitats europees, esclavitzant al seu enemic esdevingué menys una conseqüència de la guerra i cada vegada més una raó per anar a la guerra. S'afirma que la tracta d'esclaus va impedir la formació de grups ètnics més grans, provocant faccionalisme ètnic i el debilitament de la formació de les estructures polítiques estables en molts indrets. També s'afirma que ha reduït la salut mental i el desenvolupament social dels africans.
En contrast amb aquests arguments, J. D. Fage afirma que l'esclavitud no va tenir un efecte totalment desastrós en les societats d'Àfrica. Els esclaus eren un producte car, i els comerciants van rebre una gran quantitat a canvi de cada persona esclavitzada. En el punt àlgid de la tracta centenars de milers de fusells, grans quantitats de tela, pólvora i metalls foren enviats a Guinea. La major part d'aquests diners es va gastar en armes de foc de fabricació britànica (de molt mala qualitat) i l'alcohol de graduació industrial. El comerç amb Europa en el auge del comerç d'esclaus també incloïa importants exportacions d'or i ivori, que era d'uns 3,5 milions de lliures esterlines per any. Per contra, el comerç del Regne Unit, la superpotència econòmica de l'època, va ser del voltant de 14 milions de lliures per any durant aquest mateix període de finals del segle xviii. Com ha assenyalat Patrick Manning, la gran majoria dels articles intercanviats per esclaus eren comuns com béns de luxe. Els tèxtils, mineral de ferro, monedes i sal van ser alguns dels productes més importants importats com a resultat del tràfic d'esclaus, i aquests béns es van estendre dins de tota la societat elevant el nivell de vida general.

## Efectes sobre l'economia d'Europa
Karl Marx en la seva història econòmica del capitalisme, Das Kapital, afirmava que "... la conversió d'Àfrica en un cau per a la caça comercial de pells negres [és a dir, la tracta d'esclaus], assenyala les albors de l'era de producció capitalista". Va sostenir que la tracta d'esclaus era part del que ell anomenava l'"acumulació primitiva" del capital europeu, l'acumulació "no capitalista" de la riquesa que va precedir i va crear les condicions financeres per a la industrialització de Gran Bretanya.
Eric Williams ha escrit sobre la contribució dels africans sobre la base dels guanys del tràfic d'esclaus i l'esclavitud, amb l'argument que l'ocupació d'aquests beneficis es van utilitzar per ajudar a finançar la industrialització de Gran Bretanya. Sosté que l'esclavitud dels africans era un element essencial de la revolució industrial, i que la riquesa europea va ser, en part, resultat de l'esclavitud, però que en el moment de la seva abolició que havia perdut la seva rendibilitat i estava en l'interès econòmic de Gran Bretanya prohibir-la. Joseph Inikori ha escrit que el comerç britànic d'esclaus era més rendible que els crítics de Williams creuen. Altres investigadors i historiadors s'han oposat fermament el que ha arribat a ser coneguda com la "tesi Williams" en el món acadèmic: David Richardson ha arribat a la conclusió que els beneficis del tràfic d'esclaus van ascendir a menys de l'1% de la inversió nacional de la Gran Bretanya, i l'historiador econòmic Stanley Engerman troba que fins i tot sense restar els costos associats a la tracta d'esclaus (per exemple, despeses d'enviament, la mortalitat d'esclaus, la mortalitat dels blancs a l'Àfrica, les despeses de defensa) o la reinversió dels guanys en el comerç d'esclaus, els beneficis totals del tràfic d'esclaus i de les plantacions de les índies Occidentals van ascendir a menys del 5% de l'economia britànica durant qualsevol any de la Revolució Industrial. L'historidor Richard Pares, en un article escrit abans del llibre de Williams, descarta la influència de la riquesa generada a partir de la plantacions de les índies Occidentals sobre el finançament de la revolució industrial, amb indicació que qualsevol que sigui el flux substancial de la inversió dels guanys de les índies Occidentals en la indústria no es va produir després de l'emancipació, no abans. Findlay i O'Rourke van assenyalar que les xifres presentades per O'Brien (1982) per donar suport a la seva afirmació que "la perifèria era perifèrica" suggereixen el contrari, amb beneficis procedents de la perifèria en 1784-1786 de 5.660.000 £ quan hi havia 10,30 milions £ d'inversió bruta total en l'economia britànica i proporcions similars per 1824-1826. Assenyalen que menysprear la importància dels beneficis de l'esclavització d'éssers humans perquè era una "petita proporció de l'ingrés nacional", podria ser utilitzat per argumentar que no hi va haver revolució industrial, ja que la indústria moderna proporciona només un petit percentatge de la renda nacional i que és un error suposar que petita grandària és el mateix que poca importància. Findlay i O'Rourke també assenyalen que la participació dels productes d'exportació estatunidencs que produïen els éssers humans esclavitzats, va passar del 54% entre el 1501 i 1550 al 82,5% entre 1761-1780.
Seymour Drescher i Robert Anstey sostenen que la tracta d'esclaus va seguir sent rendible fins al final, a causa de les innovacions en l'agricultura, i que la reforma moral, no l'incentiu econòmic, va ser el principal responsable de l'abolició.
Un debat similar ha tingut lloc en les altres nacions europees. El comerç d'esclaus francès, s'argumenta, era més rendible que les inversions nacionals alternatives, i probablement encoratjà l'acumulació de capital abans de la revolució industrial i les guerres napoleòniques.

### Llegat de racisme
Maulana Karenga estableix que els efectes del tràfic atlàntic d'esclaus en els captius africans era "la moralment mostruosa destrucció de la possibilitat humana que implicava la redefinició de la humanitat africana al món, enverinant el passat, les relacions presents i futures amb altres que només coneixem nosaltres a través d'aquest estereotips i, per tant, danyen les relacions veritablement humanes entre les persones d'avui dia". Ell cita que constituïa la destrucció de la cultura, l'idioma, la religió i la possibilitat humana.